# Gonzalo Castro Irizábal
Gonzalo Castro Irizábal známý jako Chory Castro (* 14. září 1984, Trinidad, Uruguay) je uruguayský fotbalový záložník a reprezentant. Od léta 2012 působí ve španělském klubu Real Sociedad.

## Klubová kariéra
Castro je odchovancem uruguayského klubu Nacional Montevideo, v jehož barvách debutoval v profesionálním fotbale. V srpnu 2007 odešel do Evropy do španělského týmu RCD Mallorca, kde podepsal pětiletou smlouvu.
V létě 2012 odešel jako volný hráč (tedy zadarmo) do baskického celku Real Sociedad.

## Reprezentační kariéra
V A-týmu Uruguaye debutoval v roce 2005.